# Jampad, Bidar
Jampad là một làng thuộc tehsil Bidar, huyện Bidar, bang Karnataka, Ấn Độ.